# Bonnette
Bonnette – rzeka we Francji, przepływająca przez teren departamentu Tarn i Garonna. Ma długość 24,87 km. Stanowi prawy dopływ rzeki Aveyron.

## Geografia
Bonnette swoje źródła ma w gminie Saint-Projet, na południe od osady Girgues. Rzeka generalnie na całej swojej długości płynie w kierunku południowym lub południowo-zachodnim. Uchodzi do rzeki Aveyron w Saint-Antonin-Noble-Val. 
Lenne w całości płynie na terenie departamentu Tarn i Garonna, w tym na obszarze 6 gmin: Saint-Projet (źródło), Loze, Lacapelle-Livron, Caylus, Espinas oraz Saint-Antonin-Noble-Val (ujście). 

## Hydrologia
Uśredniony roczny przepływ rzeki Bonnette wynosi 1,22 m³/s. Pomiary są przeprowadzane od 1968 roku w miejscowości Saint-Antonin-Noble-Val. Największy przepływ notowany jest w lutym (2,64 m³/s), a najmniejszy w sierpniu – 0,147 m³/s. 

## Dopływy
Bonnette ma 5 dopływow o długości powyżej 5 km: 
- Ruisseau de Boulat
- Ruisseau de la Gourgue
- Ruisseau de Laval
- Ruisseau de Caudesaygues
- Ruisseau de Croze